# Sayory Carion
Sayory Carion – kolumbijska zapaśniczka w stylu wolnym. Srebrna medalistka mistrzostw panamerykańskich w 2014 roku.